# Bernardo Vilhena
Bernardo Torres de Vilhena (Rio de Janeiro, 10 de janeiro de 1949) é um poeta, compositor e letrista de música popular brasileira.
Bernardo tem mais de 430 músicas publicadas, sendo que várias se transformaram em sucessos, principalmente nos anos 80.

## Biografia
Bernardo Vilhena sempre se dedicou à poesia, começou a escrever poemas na década de 1970 e seu primeiro texto conhecido foi "Vida Bandida", citado no curta-metragem Rio de Janeiro, de 1975, dirigido pelo artista plástico Luiz Alphonsus, que foi musicada 12 anos depois por Lobão. Nesta década, fez parte do Nuvem Cigana, um coletivo desenvolvido por poetas, arquitetos, artistas visuais, músicos e jornalistas.
A iniciação do poeta no universo musical começou no início dos anos 70, no Rio, um show que reunia Mutantes, O Terço e Soma. Vilhena escreveu o programa do espetáculo, que era uma colagem de diversas citações retiradas de letras do rock. Foi Lulu Santos quem primeiro gravou uma composição dele, chamada "Gosto de Batom". A canção entrou no primeiro compacto do músico, em 1980.
O primeiro sucesso nas rádios com letra de Vilhena veio em 1983, no primeiro álbum da Blitz: "Mais Uma de Amor (Geme Geme)", parceria com Antônio Pedro Fortuna e o guitarrista Ricardo Barreto. No mesmo ano, foi gravada a música que se tornou um dos maiores hits do pop rock brasileiro dos anos 80 e, certamente, um clássico do gênero: "Menina Veneno", letra de Vilhena, com melodia de Ritchie, que a gravou no álbum "Vôo de Coração". Ritchie ainda gravou outros sucessos com letras do amigo, como "Pelo Interfone", "Casanova" (que abria a novela Champagne) e "A Mulher Invisível". Juntos. Ritchie e Bernado Vilhena assinaram mais de 34 composições.
Alguns dos maiores sucessos de Lobão tinham letra de Vilhena: "Chorando no Campo", "Vida Bandida", "Revanche" e "Vida Louca Vida", gravada também por Cazuza. Em 1987, o álbum "Vida Bandida" teve 7 das 10 do álbum assinadas por Bernado Vilhena. A parceria acabou em 1988, com o lançamento do disco “Cuidado!”. A dupla lançou ao lado de outros compositores mais de 40 músicas.
Em 2015, depois de 35 anos fora do mercado, lançou o livro de poemas "Vida Bandida e outras vidas", no qual reuniu seus poemas já lançados além de textos inéditos.

## Obras

### Musical
- A Deusa do Amor (com Lobão)
- A Dona do Lugar (com Mario Adnet)
- Amar até Morrer (com Cláudio Zoli)
- Amor demais (com Cláudio Zoli)
- Aquele Gol  (com Wilson Simoninha)
- Baby Lonest (com Cazuza e Ledusha)
- Baile nessa Onda (com Cláudio Zoli)
- Casanova (com Ritchie)
- Chorando no campo (Lobão)
- Crianças (com Cláudio Zoli)
- Criminoso Sutil (com Cláudio Zoli e Ronaldo Santos)
- Da Natureza dos Lobos (com Lobão)
- Dinheiro (com Cláudio Zoli)
- Esse Mundo que Eu Vivo (com Lobão)
- Flor do Futuro (com Cláudio Zoli)
- Gosto de Batom (com Lulu Santos e Pedro Fortuna)
- Happy Hour à Beira-Mar (com Max de Castro e Jair Oliveira)
- Houve (com Cláudio Zoli)
- Jardim de Guerra (com Ritchie)
- Juro por Mim (com Cláudio Zoli e Lucas)
- Livre pra Viver (com Cláudio Zoli)
- Luna caliente (com Wander Taffo e Lee Marcucci)
- Mais Uma de Amor (Geme Geme) (com Evandro Mesquita (Blitz) e Antônio Pedro)
- Menina Veneno (com Ritchie)
- Mil Beijos (com Wander Taffo e Lee Marcucci)
- Moças do mar (com Mario Adnet)
- Na Chuva (com Cláudio Zoli)
- Na Rede (com Cláudio Zoli)
- Nem Bem, nem Mal (com Lobão)
- Perdão Talvez (com Ed Motta e Paula Lima)
- Pista vazia (com Cláudio Zoli)
- Pois É, Poeira  (com Wilson Simoninha)
- Por Tudo que For (com Lobão)
- Pra conversar (com Ritchie)
- Quando a Cidade Dormir (com Cláudio Zoli)
- Quero te Amar (com Cláudio Zoli e Paulo Zdan)
- Rei de Maio  (com Wilson Simoninha)
- Revanche (com Lobão)
- Running for Our Lives (com Ritchie)
- Santa Sampa (com Thadeu Meneghini e Adalberto Rabelo Filho)
- Sede de Viver (com Ritchie)
- Sem Dizer Adeus (com Cláudio Zoli)
- Sem Explicação (com Cláudio Zoli)
- Sem Limite (com Cláudio Zoli)
- Show Business (com Cláudio Zoli)
- Tudo Veludo  (com Lobão)
- Último Beijo  (com Cláudio Zoli)
- Um aviso (com Cláudio Zoli)
- Universo Paralelo (com Vinny)
- Vida Bandida  (com Lobão)
- Vida Louca Vida  (com Lobão)
- Vida, Viração  (com Cláudio Zoli)
- Vivo nesse Mundo  (com Cláudio Zoli)
- Zoli Show  (com Cláudio Zoli).

### Literatura
- "Vida Bandida e outras vidas" (2015, Azougue Editorial)